# Malcolm Nokes
Malcolm Nokes   (Londres, 20 de maig de 1897 - Alton, 22 de novembre de 1986) va ser un mestre d'escola, soldat, científic i atleta olímpic britànic, que va competir en el llançament de martell i el llançament de disc.
El 1924 va prendre part en els Jocs Olímpics d'Estiu de París, on guanyà la medalla de bronze en la prova del llançament de martell del programa d'atletisme. Quatre anys més tard, als Jocs d'Amsterdam, quedà onzè en la mateixa prova.
El 1923 va batre el rècord britànic de llançament de martell, però ho va fer en una demostració, de manera que el seu rècord no fou validat. En el seu palmarès també destaquen dues medalles d'or als Jocs de l'Imperi Britànic, el 1930 i 1934.  Va ser el campió de l'Associació Atlètica Amateur (AAA) de 1923 a 1926.
Es va llicenciar al Magdalen College de la Universitat d'Oxford, on va estudiar química. Durant la Primera Guerra  Mundial va servir primer per la Royal Artillery i després com a observador a la Royal Flying Corps. Pels seus serveis va rebre la Creu Militar. Durant la Segona Guerra Mundial va servir com a oficial a la Reserva de Voluntaris de la Royal Air Force mentre era mestre d'escola.
Va ensenyar química al Malvern College i a la Harrow School, on va ser nomenat cap de ciències. Va treballar a Harwell i posteriorment va ser Cap de Laboratoris a l'Organització del Tractat Central, amb seu a Teheran, entre 1959 i 1966. De 1966 a 1969 va treballar a l'Institut de Ciència Nuclear de la Universitat de Teheran.

## Millors marques
- llançament de disc. 38,43 metres (19237)[2]
- llançament de martell. 52,75 metres (1923)[7]